# 21e cérémonie des Boston Society of Film Critics Awards
La 21e cérémonie des Boston Society of Film Critics Awards, décernés par la Boston Society of Film Critics, a eu lieu le 17 décembre 2000, et a récompensé les films réalisés dans l'année.

## Palmarès

### Meilleur film
- Presque célèbre (Almost Famous)
  - Yi Yi (一一)
  - Erin Brockovich, seule contre tous (Erin Brockovich)

### Meilleur réalisateur
- Cameron Crowe pour Presque célèbre (Almost Famous)
  - Edward Yang pour Yi Yi (一一)
  - Steven Soderbergh pour Erin Brockovich, seule contre tous (Erin Brockovich) et Traffic
  - Michael Winterbottom pour Rédemption (The Claim) et Wonderland

### Meilleur acteur
- Colin Farrell  pour le rôle du soldat Roland Bozz dans Tigerland
  - Javier Bardem pour le rôle de Reinaldo Arenas dans Avant la nuit (Before Night Falls)
  - Tom Hanks pour le rôle de Chuck Noland dans Seul au monde (Cast Away)
  - Mark Ruffalo pour le rôle de Terry Prescott dans Tu peux compter sur moi (You Can Count on Me)

### Meilleure actrice
- Ellen Burstyn pour le rôle de Sara Goldfarb dans Requiem for a Dream
  - Laura Linney pour le rôle de Sammy Prescott dans Tu peux compter sur moi (You Can Count on Me)
  - Julia Roberts pour le rôle d'Erin Brockovich dans Erin Brockovich, seule contre tous (Erin Brockovich)

### Meilleur acteur dans un second rôle
- Fred Willard pour le rôle de Buck Laughlin dans Best in Show
  - Jack Black pour le rôle de Barry dans High Fidelity
  - Albert Finney pour le rôle d'Edward L. Masry dans Erin Brockovich, seule contre tous (Erin Brockovich)

### Meilleure actrice dans un second rôle
- Frances McDormand pour le rôle d'Elaine Miller dans Presque célèbre (Almost Famous) et pour le rôle de Sara Gaskell dans Wonder Boys
  - Julie Walters pour le rôle de Sandra Wilkinson dans Billy Elliot
  - Madeline Kahn pour le rôle d'Alice Gold dans Babylon, USA (Judy Berlin)

### Réalisateur le plus prometteur
- Kenneth Lonergan pour Tu peux compter sur moi (You Can Count on Me)
  - Stephen Daldry pour Billy Elliot
  - Eric Mendelsohn pour Babylon, USA (Judy Berlin)

### Meilleur scénario
(ex æquo)
- Wonder Boys – Steven Kloves
- Presque célèbre (Almost Famous) – Cameron Crowe
  - Chuck & Buck – Mike White

### Meilleure photographie
- Tigre et Dragon (卧虎藏龙) – Peter Pau
  - Beau Travail – Agnès Godard
  - Rédemption (The Claim) – Alwin H. Kuchler
  - Tigerland et Requiem for a Dream – Matthew Libatique

### Meilleur film en langue étrangère
- Tigre et Dragon (卧虎藏龙) •  Chine /  Taïwan
  - Yi Yi (一一) •  Taïwan /  Japon
  - La Couleur du paradis (رنگ خدا) •  Iran

### Meilleur film documentaire
- The Eyes of Tammy Faye
  - The Life and Times of Hank Greenberg
  - Into the Arms of Strangers: Stories of the Kindertransport